# Sivoprsa kokošina
Sivoprsa kokošina (lat. Megapodius cumingii), je vrsta ptice iz roda Megapodius, porodice kokošina. Živi u Indoneziji, Maleziji i na Filipinima. Prirodna staništa su joj suptropske i tropske suhe šume, suptropske i tropske vlažne nizinske šume, kao i suptropske i tropske vlažne planinske šume.